# Anne-Françoise Schmid
 (août 2024).
Anne-Françoise Schmid (née le 17 septembre 1949) est une philosophe française d'origine suisse, ancienne chercheuse associée à Mines Paris-Tech. Anne-Françoise Schmid est spécialiste des œuvres philosophiques d'Henri Poincaré, ainsi que chercheuse associée aux Archives Henri-Poincaré. Elle a également édité les lettres de correspondance entre Bertrand Russell et Louis Couturat. Elle est également membre fondatrice d'une initiative de recherche philosophique, dite non-philosophie, aux côtés de son conjoint François Laruelle. À travers ce travail, elle publie sur les épistémologies génériques, qui impliquent une pratique épistémologique non exclusive qui peut être utilisée pour intégrer les domaines de problèmes exclusifs à chaque limite disciplinaire. Avec François Laruelle, elle codirige une organisation internationale dédiée à faire avancer la cause de la non-philosophie, l'Organisation Non-Philosophique Internationale.
Le travail de Schmid a eu une influence sur les pratiques biologiques contemporaines, ainsi que sur les débats relatifs aux questions de politiques économiques et sociales en France. La philosophie de Schmid a également eu une influence directe sur des artistes tels qu'Ivan Liovik Ebel, Benoit Maire, Alice Lucy Rekab, Tony Yanick, Yvette Granata, et d'autres.